# Новокатаєво
Новоката́єво (рос. Новокатаево, башк. Яңы Ҡатай) — село у складі Бакалинського району Башкортостану, Росія. Адміністративний центр Новокатаєвської сільської ради.
Населення — 425 осіб (2010; 514 у 2002).
Національний склад:
- башкири — 91 %

В селі народився Латипов Урал Рамдракович (1951) — віце-прем'єр, міністр закордонних справ Білорусі (1998—2000), держсекретар Ради безпеки, керівник апарата президента Білорусі.